# 間接選舉議席
澳門特別行政區立法會的間接選舉（葡萄牙語：Sufrágio Indirecto Iara）議席為澳門特別行政區內代表指定的商會或行業在選舉中擁有特別投票權的類別。
2013年起，澳門特別行政區立法會共有33席，間接選舉議席佔12席；另外14席為地區直選，7席為行政長官委任。

## 組成
澳門立法會間接選舉與香港的功能界別選舉十分相似，只有相關利益界別中的合資格人士才可參選及投票，其組別如下 ：
- 工商、金融界（4席）
- 勞工界（2席）
- 專業界（3席）
- 社會服務及教育界（1席）
- 文化及體育界（2席）

理論上，澳門立法會的間接選舉會採用比例代表制中的「改良」漢狄法去分配議席，現設12席。不過，在幾次選舉中，由於候選人數目都沒有超過議席總數，故所有候選人均篤定當選。